# دين سوان
دين سوان (بالإنجليزية: Dane Swan)‏ هو لاعب كرة قدم أسترالية أسترالي، ولد في 25 فبراير 1984 في ملبورن في أستراليا.

## وصلات خارجية
- دين سوان على موقع AustralianFootball.com (الإنجليزية)
- دين سوان على موقع AFLtables.com (الإنجليزية)